# Jean Giraud
Jean Giraud (født 8. maj 1938 i Paris, død 10. marts 2012) var en fransk tegneseriekunstner, der især var kendt for serien Blueberry samt en lang række science fiction-værker, primært under pseudonymet Moebius. Af disse kan nævnes Arzach, Stjernernes Vandringsmand, Jerry Cornelius' Hermetiske Garage, John Difool og Det Kronede Hjerte. Han modtog flere priser, blandt andre Le Grand Prix National des Arts Graphiques i 1985.